# Acuerdo Nishi-Rosen
El Acuerdo Nishi-Rosen (西・ローゼン協定, Nishi-Rozen Kyōtei) fue un acuerdo firmado entre el Imperio del Japón y el Imperio ruso el 25 de abril de 1898 en relación con disputas sobre Corea.
Con la victoria de Japón en la Primera guerra sino-japonesa, y la creciente influencia en la política nacional coreana, las tensiones continuaron aumentando entre Japón y Rusia por el control político y económico de Corea. El acuerdo fue firmado en Tokio por el ministro japonés de Asuntos Exteriores, el barón Nishi Tokujirō, y el ministro ruso de Asuntos Exteriores, el barón Roman Romanovich Rosen. Según los términos del Acuerdo, ambas naciones acordaron abstenerse de interferir en la política nacional coreana y buscar la aprobación previa de cada uno antes de enviar asesores militares o financieros a solicitud del gobierno coreano. Rusia se comprometió a no obstaculizar la inversión japonesa en el desarrollo comercial y económico de Corea, reconociendo explícitamente que Corea está dentro de la esfera de influencia de Japón. A cambio, Japón reconoció implícitamente el arrendamiento de territorio de Rusia en la península de Liaodong.